# 東六番丁通り
東六番丁通り（ひがしろくばんちょうどおり）は、宮城県仙台市青葉区を南北に走る道路のひとつであり、仙台東照宮門前から南に延びる宮町通りと連続的・直線的に続いている。路線の名称は仙台市の歴史的町名等活用推進事業により制定された。江戸時代の東六番丁は清水小路から宮町まで続く侍と職人の町だったが、明治時代に仙台駅が建設されて通りは分断された。歴史的町名活用事業においては、東六番丁の通りのうち現存する区間の一部、小田原長丁通から花京院通（国道45号）までの区間が東六番丁通りとされている。この区間には仙台市立東六番丁小学校がある。

## 歴史
仙台開府時には東五番丁までしか街割りはされず、東六番丁辺りは谷地小路と呼ばれていたようである（後世の地図では、東七番丁を元谷地小路と記しているものもある）。1627年（寛永4年）から始まる城下町の拡張に伴い、東六番丁以降が街割りされ新設された。東六番丁の南端では、同時期に新設された清水小路と変則六叉路の六道の辻において直線的に接続した。仙台藩第二代藩主伊達忠宗が1654年（承応3年）に仙台東照宮を創建すると、その門前から南に御宮町が新設された。これにより城下町の東部において、仙台東照宮の門前から御宮町、東六番丁、（六道の辻）、清水小路と繋がる直線道路が成立した。
1882年（明治15年）に宮城県内初の軌道である木道社が東六番丁13番地に東六番丁停車場を設置し、蒲生と仙台との間で貨物輸送を始めたが、鉄道の開通により廃業した。1887年（明治20年）、現在の東北本線に当たる日本鉄道が仙台を経由して塩竈まで開通した。これにより、仙台駅の南北両側で線路が東六番丁を横断しこれを分断した。仙台駅南側では、軌道敷が清水小路北端を通過する形で建設されたため、清水小路はその北端の手前で北西に道筋を変更して東五番丁と接続され、東六番丁は北目町通で丁字路で終わる形になった。また、北目町通の上にはガード（現北目町ガード）が設置された。その後、明治時代後期から大正時代にかけて、仙台駅の拡張や宮城電気鉄道の敷設により、仙台駅東側に残っていた東六番丁は縮小し、残余は孤立した駅裏地区となった。
現在の東六番丁通りの南側は花京院通に突き当たって終わる。東北本線の東側では、東北新幹線に沿って通る仙台市道宮城野1306号・花京院通中央一丁目線の一部として東六番丁の道筋が現存している。同市道のうち元寺小路の少し北側から、途中、宮城野橋（X橋）が上空を通過する区間を過ぎて、BiVi仙台駅東口の北までの直線区間が東六番丁にあたる。BiVi仙台駅東口以南は仙台駅構内となっており、東六番丁の道筋は現存しない。かつては通り沿いの町名も東六番丁であったが、住居表示施行によって住所が東六番丁である地区は狭められた。現在はBiVi仙台駅東口の北方の一部でのみ用いられ、西端を仙台市道宮城野1306号・花京院通中央一丁目線、北端を仙台市道宮城野1896号・鉄砲町榴ケ岡（その3）線、南端を東口パーキング（仙台トンネルに移転前の仙石線旧仙台駅）に囲まれたブロックの一部にあたる。現在、歴史的町名活用事業での東六番丁通り沿いに東六番丁という住所はない。